# کشیا شانته
کشیا شانته (فرانسوی: Keshia Chanté‎؛ زادهٔ ۱۶ ژوئن ۱۹۸۸) یک ترانه‌سرا، خواننده، هنرپیشه، نوازنده پیانو، مانکن اهل کانادا است.